# Sant Vicenç de Morrocurt
Sant Vicenç de Morrocurt o Sant Vicenç de Cal Cerdà és una capella al costat de la masia de Can Cerdà al terme municipal de Font-rubí (Alt Penedès) inclosa a l'Inventari del Patrimoni Arquitectònic de Catalunya. L'església romànica de Sant Vicenç de Cal Cerdà, antiga parròquia, es troba documentada ja des del 1157. Els edificis del mas i la capella es comuniquen a través d'un pas elevat.
El temple és d'una sola nau coberta amb volta de canó, seguida sobre arcs torals lleugerament apuntats. Té un absis semicircular, decorat amb arquets cegues i bandes llombardes. A la zona nord hi ha una capella afegida posteriorment. Destaca una torre de base quadrada amb merlets esglaonats de maó. La porta d'accés és adovellada. La pica baptismal és circular amb la base molt més petita que la boca. Les parets són molt més còncaves i excepcionalment gruixudes. Té tres bandes amb decoració geomètrica. La primera junt a la boca està formada per un seguit de quadrats rebuidats. A 34 cm de la boca s'observa una segona banda de doble dent de serra i junt a la base un fris format per un seguit de triangles en relleu.
La masia, situada a un nivell lleugerament superior, consta de planta baixa, pis i golfes, amb coberta de dues aigües. A les portes i finestres s'han decorat amb ceràmica i maó vist. Té un baluard i altres dependències agrícoles.